# Julio Fis
Julio Fis Roussedy (Guantánamo, Kuba, 28. listopada 1974.) je španjolski rukometaš. Igrao je na mjestu lijevog vanjskog napadača. Bivši je kubanski i trenutni španjolski reprezentativac. Igrao je za nekoliko klubova: kubanski Guantánamo, mađarski Győri ETO i Nyíregyházi KSE, njemački Kiel, španjolske klubove Bidasou iz Irúna, Ciudad Real i Valladolid. Danas igra za Ciudad de Logroño.
Igrajući za Kubu je osvojio zlato na Panameričkim i Srednjoameričkim igrama. Dvaput je igrao na SP, 1997. i 1999. godine.
Igrajući za Španjolsku je osvojio srebro na EP 2006. godine. Na SP-u 2007. u Njemačkoj je ozlijedio koljeno.

## Vanjske poveznice
- Porträt von Fis auf der Internetpräsenz des THW Kiel  Arhivirana inačica izvorne stranice od 17. listopada 2010. (Wayback Machine)
- http://www.thw-provinzial.de/thw/08050604.htm  Arhivirana inačica izvorne stranice od 9. svibnja 2008. (Wayback Machine)